# Odprto prvenstvo ZDA 1994
Odprto prvenstvo ZDA 1994 je teniški turnir za Grand Slam, ki je med 29. avgustom in 11. septembrom 1994 potekal v New Yorku.

## Moški posamično
Andre Agassi :  Michael Stich, 6–1, 7–6(7–5), 7–5

## Ženske posamično
Arantxa Sánchez Vicario :  Steffi Graf, 1–6, 7–6(7–3), 6–4

## Moške dvojice
Jacco Eltingh /  Paul Haarhuis :  Todd Woodbridge /  Mark Woodforde, 6–3, 7–6(7–1)

## Ženske  dvojice
Jana Novotná /  Arantxa Sánchez Vicario :  Katerina Malejeva /  Robin White, 6–3, 6–3

## Mešane dvojice
Elna Reinach /  Patrick Galbraith :  Jana Novotná /  Todd Woodbridge, 6–2, 6–4